# セニョリータ (ジャスティン・ティンバーレイクの曲)
「セニョリータ」（Señorita）は、アメリカ合衆国の歌手ジャスティン・ティンバーレイクのソロ・デビュー・アルバム『ジャスティファイド』からの4作目のシングル。2003年にシングル・リリースされたこの楽曲はザ・ネプチューンズがプロデュースを行なっており、アメリカ合衆国のシングルチャートBillboard Hot 100では最高位27位を、イギリスのシングルチャートでは最高位13位を記録している。
ティンバーレイクは2004年のグラミー賞にてラテンジャズのトランペット奏者アルトゥーロ・サンドヴァルと共にライヴ・パフォーマンスを行なっている。

## 規格と収録曲
CDシングル
1. セニョリータ (Album Version) – 4:54
2. セニョリータ (Instrumental) – 4:54
3. セニョリータ (Eddie's Extended Club Mix) - 6:27
4. ロック・ユア・ボディ (Vasquez Club Anthem) - 9:15
5. セニョリータ (Video) （監督:ポール・ハンター）

イギリス CDマキシ・シングル
1. セニョリータ (Radio Edit Short Intro) – 4:16
2. セニョリータ (Eddie's Crossover Rhythm Mix) – 4:18
3. セニョリータ (Eddie's Extended Dance Mix) - 6:27
4. セニョリータ (Dr. Octavo 2-Step Mix) - 3:50